# Roman Hurkowski
Roman Aleksander Hurkowski (ur. 2 sierpnia 1949, zm. 14 grudnia 2010 w Warszawie) – polski dziennikarz sportowy, publicysta, autor książek poświęconych futbolowi.

## Życiorys

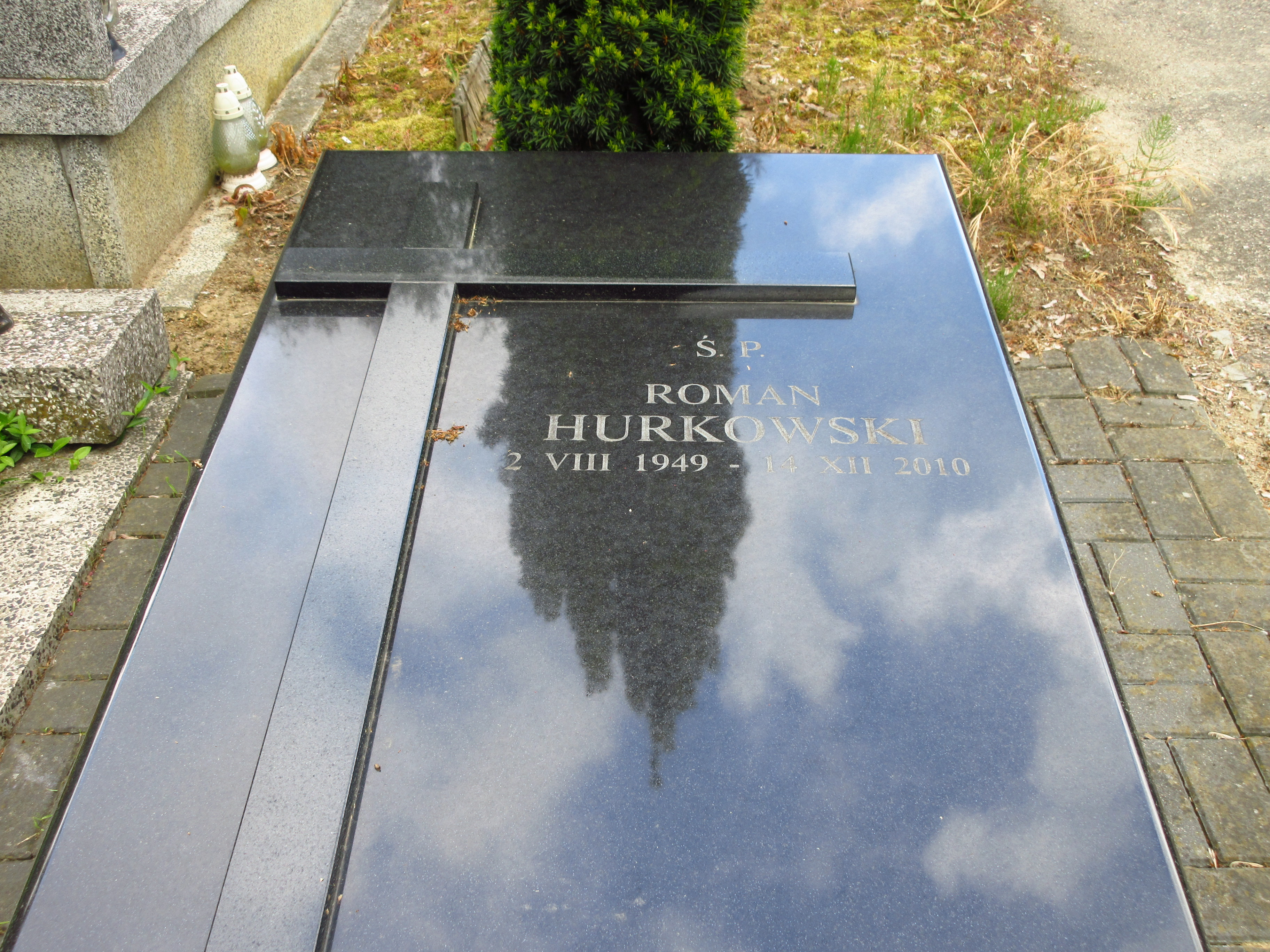
Grób Romana Hurkowskiego na cmentarzu Bródnowskim

W latach 1974–1976 współpracował z "Przeglądem Sportowym". Następnie przez ponad 25 lat był związany z tygodnikiem "Piłka Nożna", w którym w latach 1998-2001 pełnił funkcję redaktora naczelnego. W roku 1981 na pół etatu pracował w warszawskim oddziale Biura Informacji Prasowej NSZZ Solidarność (BIPS). Z tego tytułu pisał do "Głosu Wolnego" (oficjalny dziennik I Zjazdu Solidarności) i współtworzył "Leksykon związkowy. Who’s who, What’s what Solidarność".
Współpracował także z "Tempem", "Nowym Światem", "Sportem", "Sportowcem", "Expresem Wieczornym", "Przeglądem" i "Magazynem Futbol".
Był wykładowcą dziennikarstwa na Uniwersytecie Łódzkim.
Jedna z jego książek, nosząca tytuł "Z piłką do Europy", została uznana za najlepszą sportową książką 2005 według "Gazety Wyborczej". Współpracował z Przemysławem Łonyszynem przy "Tajemnicy Mundialu", pierwszej polskiej powieści o tematyce piłkarskiej.
Pisał felietony m.in. dla portalu Reprezentacja.com.pl i e-Boisko.pl, gdzie był redaktorem naczelnym. Pełnił również tę funkcję w serwisie Futbolnet.pl.
W roku 1987 wygrał dla olimpijskiej reprezentacji Polski przegrany mecz z olimpijską reprezentacją Danii. Znalazł bowiem w składzie rywali nieuprawnionego do gry zawodnika i FIFA przyznała polskiej drużynie walkower. W drużynie duńskiej zagrał Per Frimann, który wcześniej rozegrał trzy spotkania w reprezentacji Danii w ramach eliminacji do mistrzostw świata w 1986 roku. Zgodnie z ówczesnymi przepisami w drużynie olimpijskiej mogli grać zawodnicy, którzy wcześniej grali w reprezentacji seniorskiej, o ile nie wystąpili na mistrzostwach świata lub w eliminacjach mistrzostw świata. W 1987 roku Frimann był już więc nieuprawniony do gry w drużynie olimpijskiej Danii.
Pomagał selekcjonerom Antoniemu Piechniczkowi i Andrzejowi Strejlauowi w prowadzeniu banku informacji pierwszej reprezentacji Polski, a Kazimierzowi Górskiemu w formowaniu kadry oldbojów.
Zmarł po trzyletniej chorobie serca. 22 grudnia 2010 został pochowany na cmentarzu Bródnowskim w Warszawie (kwatera 40M-6-1).

## Książki
- Boniek i inni. Moi rywale (z Andrzejem Personem) wyd. Pomorze, 1985, ISBN 83-7003-424-1
- Reprezentacja Polski, Almanach 1921-1990 (z Dariuszem Kuczmerą) wyd. Proinfo, 1991,
- Polska piłka nożna 2002 wyd. Grupa IMA, 2002, ISBN 83-916655-9-3
- Z piłką do Europy wyd. Quick Publishing, 2005, ISBN 83-922206-0-9
- Dwa kluby, dwa kraje, jedna piękna kariera. Krzysztof "Gucio" Warzycha - mecze, gole, laury wyd. Księgarnia Św. Jacka, 2005, ISBN 83-7030-435-4
- Piłkarski świat zaraz oszaleje. Mistrzowski przewodnik - Niemcy 2006 (z Edwardem Klejndinstem) wyd. Adam, 2006, ISBN 978-83-7232-697-3
- Tajemnica Mundialu (z Przemysławem Łonyszynem) wyd. Zysk i S-ka, 2006, ISBN 83-7298-932-X
- Los tak chciał. Niepublikowany wywiad z trenerem Kazimierzem Górskim (z ks. Tomaszem Lubasiem) wyd. Święty Paweł, 2007, ISBN 978-83-7424-295-0